# Thomas Wynn (1er baronnet)
Thomas Wynn, 1er baronnet (1677–1749) est un homme politique gallois qui siège à la Chambre des communes de 1713 à 1749.

## Biographie
Wynn est né en mars 1677, le fils aîné de Griffith Wynn de Bodvean et de son épouse Catherine Vaughan, fille de William Vaughan de Corsygedol, Merioneth. Il a trois ans lorsqu'il succède à son père en 1680. Il épouse Frances Glynn, fille de John Glynn de Glynnllivon, avant 1701.
Wynn est shérif du Caernarvonshire en 1712. Aux élections générales de 1713, il est élu sans opposition en tant que député des arrondissements de Caernarvon. Il est nommé écuyer du prince de Galles en 1714 et occupe le poste jusqu'en 1724. Il est réélu sans opposition pour Caernarvon en 1715 et en 1722. En 1724, il devient greffier de la maison du prince de Galles et connétable du château de Caernarvon, forestier de Snowdon et intendant de Bardsey jusqu'en 1727. Il est réélu au Parlement sans opposition aux élections générales de 1727. Il devient également greffier du tissu vert en 1727 jusqu'à sa mort et écuyer de George II lors de son accession au trône. Il est de nouveau réélu en 1734 et 1741. Il est créé baronnet le 25 octobre 1742. En 1747, il est réélu pour Caernarvon pour la dernière fois.
Wynn meurt le 13 avril 1749. Il a un fils et quatre filles. Son fils John lui succède comme baronnet. Il est remplacé comme député de Caernarvon par son frère William Wynn.